# ミクトランシワトル
ミクトランシワトル（Mictlantecihuatl）は、アステカ神話の女神。 
最下層の冥府ミクトランの女王にして、ミクトランテクートリの妻
別名ミクテカシワトル（Mictecacihuatl）。
彼女の役割は死者の骨を見守り、古代の死者の祭りを司ることである。これらの祭りはアステカの伝統から、スペインの伝統との統合を経て現代の死者の日へと発展した。